# ولوو اکس‌سی۴۰
ولوو اکس‌سی۴۰ (انگلیسی: Volvo XC40) یک خودروی کراس‌اور لوکس است که توسط ولوو کارز تولید شده‌است. این ماشین خودروی سال اروپا در سال ۲۰۱۸ انتخاب شده‌است.